# کاستلگویدونه
کاستلگویدونه (به ایتالیایی: Castelguidone) یک کومونه در کشور اروپایی ایتالیا است که در استان کییتی واقع شده‌است.

## خصوصیات
کاستلگویدونه ۱۴ کیلومترمربع مساحت و ۴۵۸ نفر جمعیت دارد و ۷۷۵ متر بالاتر از سطح دریا واقع شده‌است.